# 杜甫

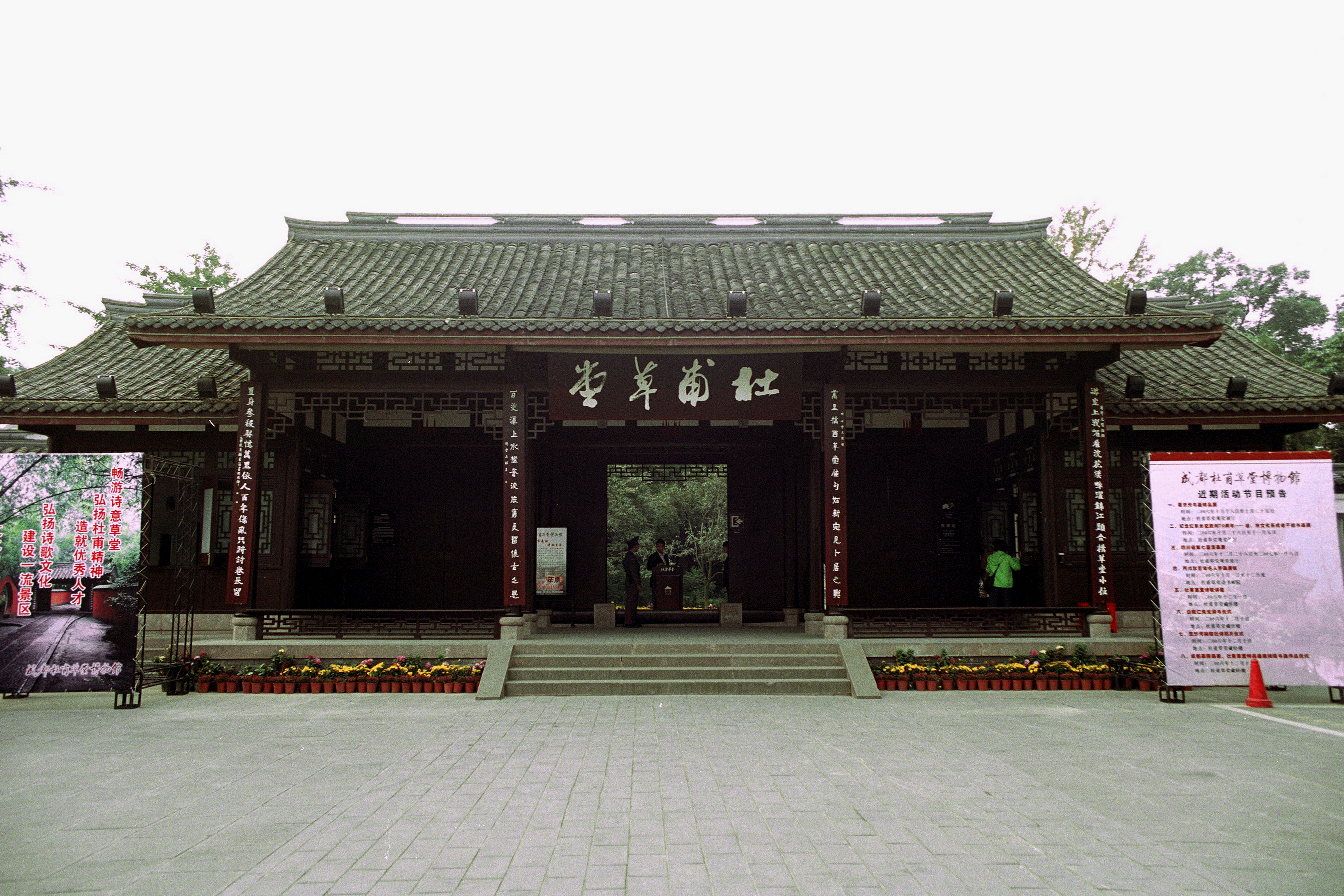
成都杜甫草堂

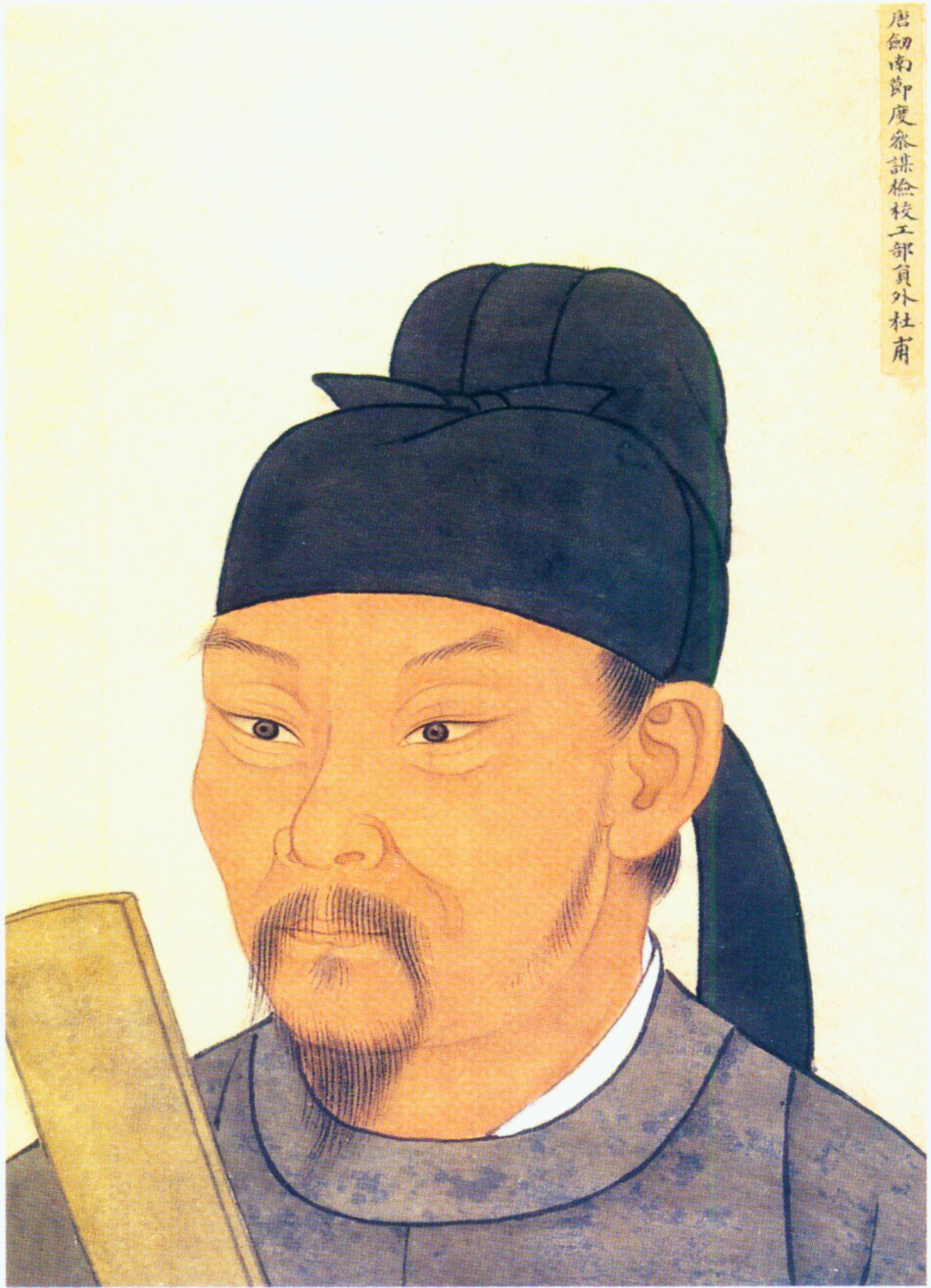
杜甫

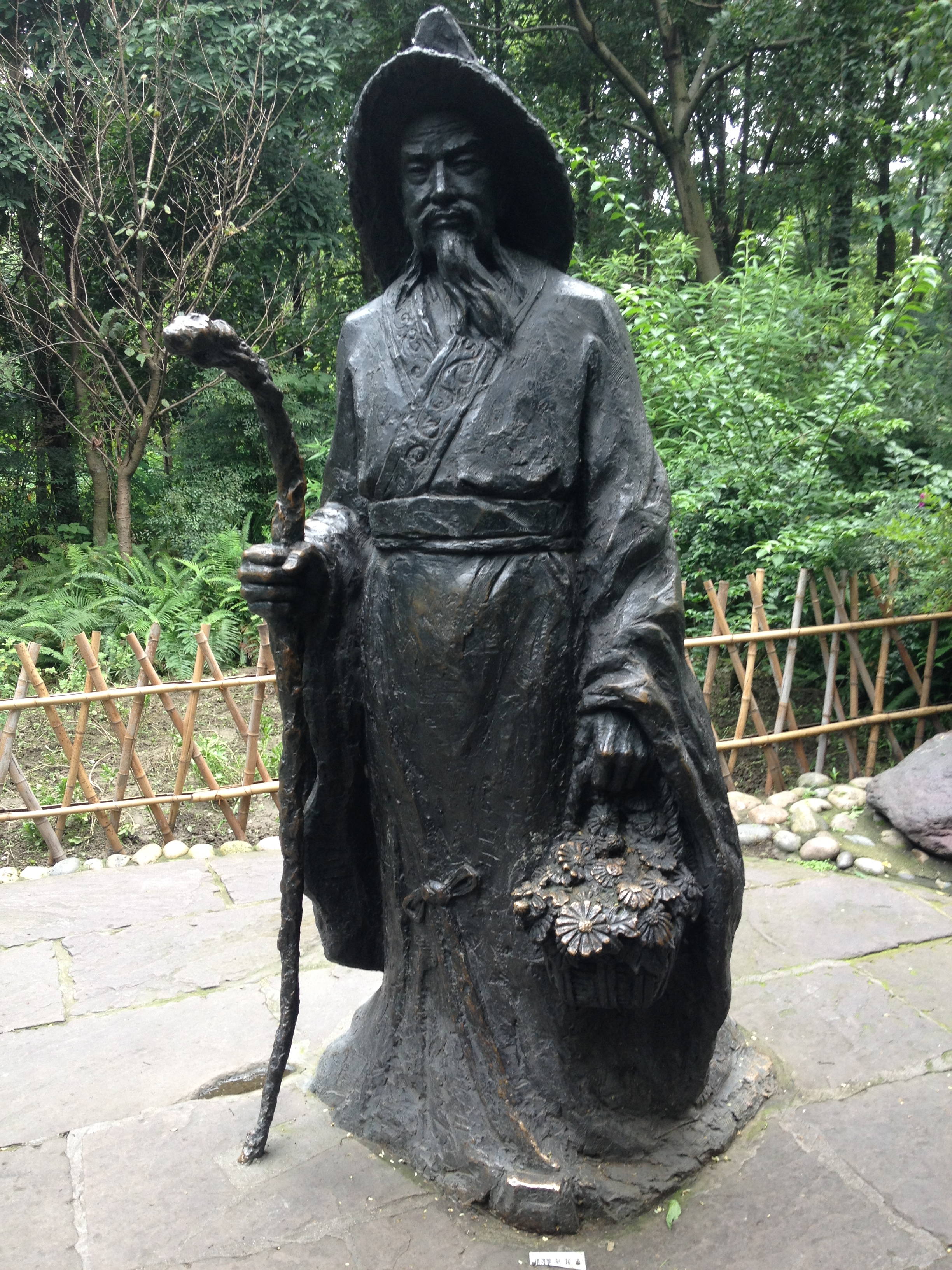
杜甫の像

杜 甫（と ほ、簡体字: 杜 甫; 拼音: Dù Fǔ; ウェード式: Tu⁴ Fu³、712年（先天元年） - 770年（大暦5年）は、中国盛唐の詩人。字は子美。号は少陵野老、別号は杜陵野老、または杜陵布衣。「杜少陵」「杜工部（検校工部員外郎）」「杜拾遺（左拾遺）」とも呼ばれる。杜預の末裔。律詩の表現を大成させた。幼少の頃から詩文の才能があり、李白と並ぶ中国文学史上最高の詩人として、李白の「詩仙」に対して、「詩聖」と呼ばれている。また晩唐期の詩人の杜牧の「小杜」に対し「老杜」「大杜」と呼ばれることもある。

## 略歴
- 712年（先天元年） : 河南府鞏県（現在の河南省鄭州市鞏義市）で生まれる。父親は杜閑、母親は崔氏。兄弟は四人。襄州襄陽県（現在の湖北省襄陽市襄州区）の人。杜甫の家は代々地方官であった[2]。本貫は京兆郡杜陵県。三国時代から西晋の武将であり、「破竹の勢い」で有名な杜預は先祖にあたる。その曾孫杜遜に至って襄陽にうつり、その後、杜依芸に至って、鞏県の県令となり、河南府鞏県に遷った[2]。この杜依芸の子・杜審言は「文章四友」の一人に数えられた初唐の宮廷詩人である[注 1]。この杜審言の子の杜閑が奉天の県令となり、その子が杜甫である。
杜甫はその遠祖の地によってしばしば「京兆の杜甫」と名のるが、同時に襄陽に分かれた支派の後裔として「襄陽の人」と呼ばれることも多い。一見矛盾する来歴は以上の経緯による。
また杜甫の叔父（杜審言の次男）の杜並は、杜審言が仇人司馬季重らのため、無実の罪を被せられて、獄につながれ、しかも事にかこつけて殺されているのを憤り、まだ13歳の少年であったが、仇人季重を刺殺し、その場で自分も殺された。この事件は当時世間を感動させたことであったが、杜甫の血液にはこうした剛直な精神も流れていたと見てもよいであろう[要出典]。杜甫の母は、清河崔氏の出身で、杜甫の幼少のときに亡くなった。ただこの母方の親戚はかなり大きな一族であった[2]。
- 715年（開元4年[注 2]） : 許州郾城県で公孫大娘が剣器渾脱を舞うを見る。
- 718年（開元7年） : 初めて詩文を作成する。
- 720年（開元9年） : 初めて大字を習う。
- 725年（開元14年） : 故郷に隣接する洛陽で文人の仲間入りを果たす[2]。
- 730年（開元18年） : 晋に遊び、郇瑕（現在の山西省運城市臨猗県）に至る。
- 731年 - 734年（開元19年 - 22年） : 呉・越に滞在する。
- 735年（開元23年） : 呉・越から洛陽に帰って来て、科挙の進士を受験したが及第せず。
- 736年 - 740年（開元24年 - 28年） : 斉・趙に遊び、蘇源明と交わる。杜甫がこの地方に遊んだのは、当時父の杜閑が兗州の司馬の官にあったので、その父のもとを尋ねるのが1つの目的であった[2]。
- 737年（開元22年） : 洛陽に帰り、陸渾荘を造りそこに滞在する。ここには遠祖杜預の墓や、祖父杜審言の墓があった[2]。
- 741年（開元29年） : 夫人楊氏と結婚する。楊氏は司農少卿楊怡の娘。この妻は彼の生涯の伴侶であり、一生を共にした。
- 742年（天宝元年） : 姑母の万年県君が洛陽で亡くなる。杜甫は幼時に母を亡くしたため、この姑母のもとで養われたが、ある時姑母の子と同時に病気にかかった。姑母は自分の子よりも、杜甫の看護にいっそう力をつくし、そのお陰で杜甫は命が救われた。しかし姑母の子は死んでしまった。杜甫は後になってこのことを知り、深く姑母の恩に感じて、生涯忘れなかった。杜甫はそのために墓誌銘をつくった[2]。
- 744年（天宝3載） : 5月祖母の范陽太君（祖父杜審言の継室盧氏）が陳留で亡くなった。8月、偃師に帰葬して、墓誌銘をつくった[2]。夏には、洛陽で李白と会う。秋には李白・高適と共に梁宋（現在の河南省商丘市一帯）に遊ぶ。共に酒を飲み、詩を賦して、意気相投じて愉快な日を送った[2]。
- 745年（天宝4載） : 斉に滞在する。そこで再び李白と会い、友好を結ぶ。李白と共に范十（十は排行）という人の隠居を訪れた。しかしこれが李白との最後の再会になった。杜甫は洛陽へと帰った[2]。
- 746年（天宝5載） : 洛陽から長安に至る。その後10年をこの土地で過ごすことになる。杜甫はこの首都において、一官半職を求めて得られず、衣食に追われることになる。
- 747年（天宝6載） : 長安で一芸に通じる者のための試験が行われたが、落第。この試験では杜甫の他に高適や元結らも応じたが、もとより文学の士の政治批判を恐れた宰相李林甫は、尚書省に命じて1人も及第させなかった。杜甫はやむことを得ず当時の貴顕の門に出入することになる[2]。
- 750年（天宝9載） : 長男の杜宗文（750？-）が生まれる。
- 751年（天宝10載） : 玄宗に「三大礼賦」を奉献する。玄宗がこれを賞し集賢院に待制される。これ以降曲江の南、少陵の北、下杜城の東、杜陵の西の住居を持ったようである。このころ彼の妻子も洛陽から長安に移ってきたかと思われる[2]。
- 752年（天宝11載） : 封西嶽賦をたてまつる[2]。内容としては「もはや自らの仕進は望んでいないが、ひとたびでいいので意を留めてほしい」という内容であった。
- 753年（天宝12載） : 次男の杜宗武（753？-）が生まれる。一説に翌年の秋。このころまでに娘は3人いたとされる。
- 754年（天宝13載） : この頃、仕官のつてを求めて、高官たちにしばしば詩を献ずる。長雨が降り続いて妻子を奉先県の田舎に一時あずけることになる。
- 755年（天宝14載） : かねてから左丞相韋見素にたてまつった詩が効果をあらわしたものか、にわかに河西の尉に任じられるが断り、10月右衛率府兵曹参軍に任ぜられる[2]。実際に職に就くのは翌年春頃か[2]。
- 756年（至徳元載） : 5月家族を奉先より白水県に移す。 安禄山の攻撃により長安が陥落する。霊武（現在の寧夏回族自治区銀川市霊武市）で粛宗が即位したとの情報を聞くと、8月に家族を鄜州に残して、北方延州に向かい、芦子関を通って、長安脱出を試みるが、反乱軍である胡人に捕まり幽閉される。もっとも無名の杜甫を、賊は別に重んじることもなく、長安に連れてこられただけで、別に捕虜としていましめられることもなくただ長安城の中に置かれた[2]。
- 757年（至徳2載） : 4月金光門から脱出して、間道から鳳翔に奔る。5月粛宗から左拾遺の位を授かる[2]。
- 758年（乾元元年） : 房琯を弁護したことにより粛宗の怒りを買い、華州（現在の陝西省渭南市）の司功参軍に左遷される。
- 759年（乾元2年） : 関中一帯が飢饉に見舞われたことにより、官を捨てて、家族をつれて秦州（現在の甘粛省天水市）に赴く。さらに同谷（現在の甘粛省隴南市成県）に移るが、ドングリや山芋などを食いつないで飢えを凌ぐ。蜀道の険を越えて12月成都に赴く。ひとまず城西の寺の僧復空のもとに身を落ち着けた。
- 760年（上元元年） : 成都で浣花渓のほとりに草堂（杜甫草堂）を建てる。
- 762年（宝応元年） : 夏まで草堂に在り。李白死す（62歳）。
- 764年（広徳2年） : 春に妻子をつれて閬州にゆき、そこから舟に乗って嘉陵江をくだり、渝州に出ようとする。そのとき厳武が再び成都尹兼剣南東西川節度使となって成都にかえってくることを知り、1年9カ月ぶりに草堂へと戻る。近所の人々は喜んで杜甫を歓迎したようである[2]。
- 765年（永泰元年） : 正月に幕府の職務を解くことが許されると、草堂へと戻る。4月、厳武が急逝する。5月、妻子をひきつれて、舟に乗って江をくだり、漂流のたびにのぼった[2]。
- 766年（大暦元年） : 夔州（現在の重慶市の北東部）へ移る。もっとも彼はこの地において、たびたびその住居をかえている。夔州に着いた当初は、山中の「客堂」に寓居した。この「客堂」のようすは、彼の詩に詳しく述べられている。山の傾斜に木を組んで架けた、鳥の巣のような小屋であった。その家のそばに、彼は鶏を飼った。そしてこの地の人の例に習って、長くつないだ竹の筒で、山中の泉から水を引いた。こうした仕事は、この地でやとった蛮族の下男の阿段がよくやってくれたようである。秋、西閣に移る。ここはそれまでの「客堂」にくらべればよほどましで、江に臨み、朱艦をめぐらした可成りな住居であった。彼はここにいて、ほど近い白帝城や、西郊の武侯廟、江中にある八陣図、城東の先主廟、そのほか夔州の名勝を訪ねては詩を作った。秋がすぎて、柏茂琳（はくもりん）が夔州都督となって以来、杜甫はこの人のたすけを得ることが多かった。それに関する詩が数詩残されている[2]。
- 768年（大暦3年） : 正月に杜甫の一家は、白帝城の下から船を出し、江陵に向かった。舟中、40韻の長変を作って、沿岸の風景や遺跡をうたい、自分の生涯を詠じた。江陵に着いたときは雨で、その中をとりあえず、荊南の行軍司馬をしている、従弟杜位の家に入った。江陵は、更に江を下って東呉のほうに出るのにも、あるいは北に向かって襄陽を経て長安洛陽の方に帰るにも、交通の要路であった。しかし杜甫が江陵に来たころ、北方は相変わらず荒れていた。結局秋の末になって、また舟にのって江陵を去り、一時、公安に寓した。歳の晩近く、さらに岳州にくだる[2]。
- 770年（大暦5年） : 4月、潭州から乱を避けて、湘江を南にさかのぼり、衡州に入った杜甫は、舟中炎熱に苦しんだ。そこから更に南下して、郴州に行って、母方の叔母が録事参軍をしているのにたよろうとしたが、途中、耒陽まで来たとき、洪水のためにやむを得ず方田駅に停泊し、半旬（5日）の間食べ物が無かった。ここで、杜甫が、この耒陽の県令にもらった肉と白酒を食べすぎて、その夜死んだという伝説が生まれた。秋から冬にかけて、湘江を漂うていたらしいが、この間のことは詩にもないし、よく分からない。そしてその冬、舟ではあかざの豆粥をすすり、こわれかけた黒板の脇息を、縄で幾重にも縛ってそれぞれ暗雲惨とした歳の暮であることを、陰鬱な調子でうたっているが、ついにそれが絶筆となった[2]。襄陽を通り洛陽を経由して長安に戻ろうとしたが、湘江の舟の中で客死した。死因としては、頂き物の牛肉を食べ過ぎて亡くなったとする逸話が有名だが、この逸話は後世の創作であるとする意見も多く、正確な死因は不明である。

## 詩の特徴
杜甫の詩の特徴として、社会の現状を直視したリアリズム的な視点が挙げられる。杜甫は当時の士大夫同様、仕官して理想の政治を行いたいという願望から、社会や政治の矛盾を積極的に詩歌の題材として取り上げ、同時代の親友である李白の詩とは対照的な詩風を生み出した。特に自らの困難を世の中全体の問題としてとらえ描き、後世「詩聖」と称された。また「詩史（詩による歴史）」と呼ばれるその叙述姿勢は、後の白居易の諷喩（風諭）詩などに受け継がれてゆく。
安史の乱前後、社会秩序が崩壊していくさまを体験した頃の詩は、政治の腐敗や戦乱の様子、社会的状況を悲痛な調子で詳細に綴った内容のものが多い。それらの様々な出来事を普遍化、一般化することなく、徹底的に個別性を直視し、描写することを通して、ある種の普遍性、真実に迫ろうとするという。この頃の代表作として崩壊した長安の春の眺めを詠じた「春望」、社会の矛盾を鋭く指摘した「三吏三別」、華州司功参軍を辞した後に訪れた秦州での様子を細かに描写した「秦州雑詩二十首」がある。
支援者にも恵まれ、穏やかな生活を過ごせた成都時代（乾元2年-宝応元年）では、それまでの悲しみや絶望感に満ちた詩にかわって、自然に自然が人間に示す善意に眼ざめ、また、人間も善意に満ちた自然の一部であることを自覚し、自然に対する穏やかな思いを詠んだ詩が多く作られている。この蜀というところは、もともと中原と隔絶した、物資もなお豊かな所で、人の心もまだ多少ゆとりがあったのであろう。寺に遊んだ時の作「後遊」や杜甫の住む草堂近くの浣花渓が増水したことを子どもが杜甫に知らせに来るといったささやかな日常を描いた「江漲」、諸葛亮を讃えた「蜀相」などがこの頃の代表作である。
成都を去って以後、夔州などで過ごした最晩年期の杜甫は、社会の動乱や病によって生じる自らの憂愁それ自体も、人間が生きている証であり、その生命力は詩を通して時代を超えて持続すると見なす境地に達した。夔州以降も詩作への意欲は衰えず、多方面にわたって、多くの詩を残している。詩にうたわれる悲哀も、それまでの自己の不遇あるいは国家や社会の矛盾から発せられた調子とは異なる、ある種の荘厳な趣を持つようになる。この時期の代表作に、「秋興八首」「旅夜書懐」「登高」などがある。
また杜甫は『文選』を非常に重んじた詩人としても知られる。次男の杜宗武の誕生日に贈った「宗武生日」に「熟読せよ文選の理に」との文言が見えるなど、この言葉からも『文選』を重視していたことはうかがわれる。杜甫は『文選』に見える語をそのまま用いるだけでなく、『文選』に着想を得て、新たな詩の表現を広げようと追及していた。詩の表現への執着は「江上値水如海勢聊短述」の「人と為り性僻にして佳句に耽ける、語人を脅かさずんば死すとも休まず」句が端的にそのことを示すだろう。

## 著名作品

### 絶句
ウィキソース「絶句」を参照。

### 春望
ウィキソース「春望」を参照。

### 飲中八仙歌
「飲中八仙」の項目を参照。

## 関連史跡
- 成都杜甫草堂：杜甫は乾元2年（759年）9月に華州より成都に到った。そこで支援者の援助を受けつつ、桃の木や竹などを植えた草堂を建築した。杜甫はこの草堂にて多くの詩作を行った。杜甫が作った本来の草堂はもう失われているが、その後、再建されたものが現在、博物館となり観光地となっている。現存する建物の多くは明の弘治13年（1500年）と清の嘉慶16年（1811年）の二度の大改修時のものである。
- 杜公祠：陝西省西安市長安区少陵原畔に位置する。

## 受容と展開

### 詩人としての評価
杜甫の詩人としての評価は必ずしも没後短期間で確立したものでない。没後数十年の中唐期に、元稹・白居易・韓愈らによってその評価は高まったものの、北宋の初期でさえ、当時一世を風靡した西崑派（晩唐の李商隠を模倣する一派）の指導者の楊億は、杜甫のことを「村夫子」（田舎の百姓親父）と呼び嫌っていたという。一方、南宋初期の詩人である呉可は『蔵海詩話』の中で「詩を学ぶに、当に杜（甫）を以て体と為すべし」と述べている。
明の胡応麟の『詩藪』に「李絶杜律」とあるように、「絶句を得意とした李白と対照的に、杜甫は律詩に優れている」という評価が一般的である。奔放自在な李白の詩風に対して、杜甫は多彩な要素を対句表現によって緊密にかつ有機的に構成するのを得意とする。

### 俳人への影響

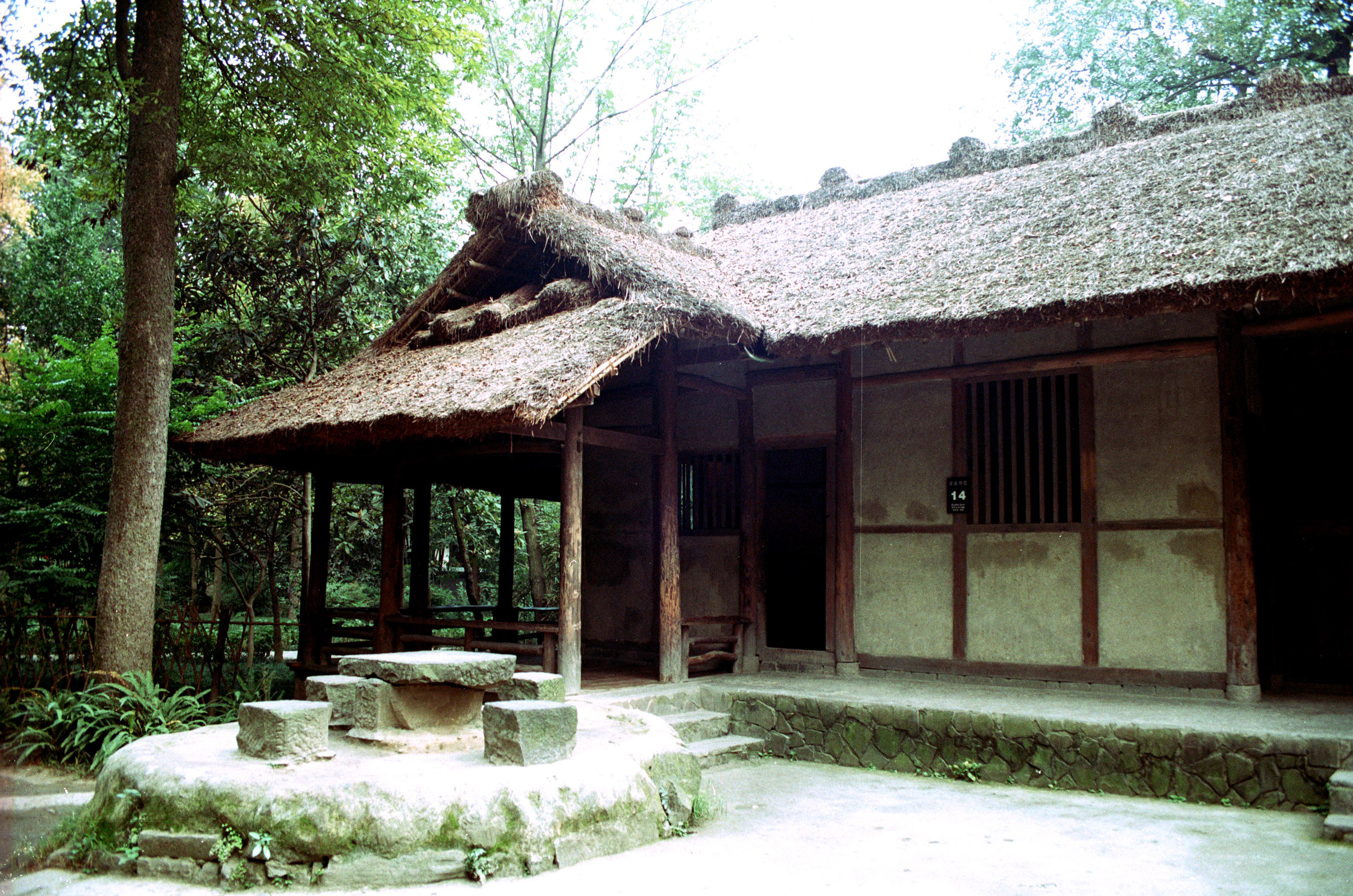
成都杜甫草堂内部

松尾芭蕉への影響が指摘されている。芭蕉の「虚栗」の跋文に「李杜が心酒を嘗て」ということからも、杜甫の愛読者であったことがうかがわれる。また、芭蕉の「憶老杜」と題する作に「髪風を吹いて暮秋嘆ずるは誰が子ぞ」は杜甫の「白帝城最高楼」の「藜を杖つき世を歎ずるは誰が子ぞ、泣血　空に迸りて　白頭を回らす」をふまえているとされる。臨終記録たる『花屋日記』によると、芭蕉の遺品に『杜子美詩集』があったとされている。また、『奥の細道』の一節には、
さても義臣すぐつてこの城にこもり、功名一時のくさむらとなる。国破れて山河あり、城春にして草青みたりと、笠うち敷きて時の移るまで涙を落としはべりぬ。
　　夏草や　兵どもが　夢のあと
と杜甫の「春望」を意識していることがうかがわれる。黒川洋一は芭蕉は多くの句に杜甫の句を典故に用いたり、また、杜甫の句に暗示を受けて作った作があるとする。
吉川幸次郎は、芭蕉と杜甫には単に類似の語がみられることにとどまらず、芭蕉が杜甫から得たものは「自然を単なる美としてとらえず、世界の象徴、ことに自己の生の象徴として感じ得たこと」と述べ、芭蕉の句は「生活の現実に触れた句」「芭蕉の内部にあるものを投影しようとして、外なる自然をとらえ得たと感ずる句」の二類に帰すると指摘し、そしてそれらは杜甫の句づくりに通ずるところがあると述べる。
芭蕉のほかには、与謝蕪村、正岡子規等への影響が指摘されている。

### 中国・台湾で刊行の注釈等
- 張元済『宋本杜工部集』（全20冊、上海商務印書館、1957年）

上海図書館の所蔵する宋代の本を写真版によって原寸通りに覆印した。現存最古のテキストであり、字句また詩の配列、北宋の時代に編定された形をそのままに示している。
- 蔡夢弼『草堂詩箋』※全30巻本と全40巻本がある。古逸叢書に収録。また台湾の広文書局より刊行。
- 林継中輯校『杜詩趙次公先後解輯校』（全2冊、上海古籍出版社、1994年）※修訂版が2012年に出ている。

- 浦起竜『読杜心解』（全3冊、中華書局、初版1961年）
- 王嗣奭『杜臆』（曹樹銘増校『杜臆増校』藝文印書館印行、1971年、台北）
- wikisource:zh:杜詩攟（明、唐元竑。四庫収録）
- 銭謙益『銭注杜詩』（全2冊、上海古籍出版社、1979年)  - wikisource:zh:杜工部集（詩體編、錢謙益注。但し、入力不完全。）
- 仇兆鰲『杜詩詳註』（全5冊、中華書局、第一版1979年）- wikisource:zh:杜詩詳註（仇兆鰲注、四庫収録。但し、入力不完全。）

最も代表的とされる注釈。杜甫の使用する詩語の最古の用例を網羅的に調査している。
- 楊倫『杜詩鏡銓』（上海古籍出版社、1988年）
- 韓成武・張志民主編『杜甫詩全訳』（河北人民出版社、1997年）。仇兆鰲の配列順
- 張志烈主編『（今注本）杜詩全集』（全4冊、天地出版社、1999年）。楊倫の配列順
- 李濤松・李翼雲『全杜詩新釈』（全2冊、中国書店、2002年、北京）。仇兆鰲の配列順
- 張忠綱編注『杜甫詩話六種校注』（斉魯書社、2002年）

杜甫の作品は収録されていないが、宋の蔡夢弼『杜工部草堂詩話』など6種類の詩話を収録している。
- 宋開玉『杜詩釋地』山東大学文史哲研究院専刊（上海古籍出版社、2004年）杜甫の詩中に詠われる地名について網羅的に収録した注釈書の一種。
- 陳冠明・孫愫婷『杜甫親眷交游行年考 : 外一種杜甫親眷交遊年表』(上海古籍出版社、2006年)杜甫と交友のあった人物について網羅的に収録した注釈書の一種。また、その交遊に関する年表も掲載される。
- 張忠綱主編『杜甫大辞典』（山東教育出版、2009年）
- 蕭滌非（主編）・張忠綱（全書終審統稿人）他『杜甫全集校注』（全12冊、人民文学出版社、2014年）。楊倫の配列順
- 林継中『新訳杜詩青華』（全2冊、三民書局、2015年、台湾）。詩句に注音符号が付されている。

### 日本語訳注・評釈書
- 津坂東陽『杜律詳解』（上中下、関西図書、1897年（明治30年））
- 森槐南『杜詩講義』（上中下、文会堂書店、1912年）- 抄訳
新版（全4巻、平凡社東洋文庫、松岡秀明校訂、1993年、ワイド版2009年）
- 鈴木虎雄『杜甫全詩集』（全4冊、日本図書センター、1978年。『杜少陵詩集』1928～31年刊の復刻版）- 全訳
〔仇兆鰲の配列順〕全詩に訳注が施された代表的な訳本の一冊。仇兆鰲の『杜詩詳注』に基本的には依拠しつつ、訳者自身の解釈も反映。
- 鈴木虎雄『杜詩』（全8巻、岩波文庫、復刊1989年、2005年ほか）- 抄訳
上記の戦前刊の全訳・注解を、黒川洋一が補訳・表記改訂、あとがきは小川環樹。
底本は、清朝の乾隆帝期の勅撰詩集『唐宋詩醇』（全47巻、乾隆15年(1750年)に成立）に収める杜甫詩による。
唐代の李白、杜甫、韓愈、白居易、宋代の蘇軾、陸游の六者の作品が選ばれ、作者・作品ごとに評を付した。江戸期の日本では李白、杜甫の部分のみ翻刻された[16]。
- 黒川洋一『杜甫　中国詩人選集』（岩波書店（上・下）、1957-59年）。新装版『杜甫 新修 中国詩人選集』（全1巻、1983年） - 抄訳
- 目加田誠『杜甫　漢詩大系9』（集英社、1965年）。新装版『杜甫　漢詩選9』（集英社、1996年）- 抄訳
- 目加田誠『杜甫　中国詩人選3』（集英社、1966年）。新装版『杜甫　中国名詩鑑賞4』（小沢書店、1996年）- 抄訳
- 吉川幸次郎『杜甫　世界古典文学全集28・29』（筑摩書房、1967-72年、復刊1982年、2004年ほか）- 抄訳
- 吉川幸次郎『杜甫詩注』（全5冊、筑摩書房、1977-83年）、逝去により5冊目までの刊、下記は新訂版
- 小野忍・小山正孝・佐藤保編訳『杜甫詩選』（全3巻、講談社学術文庫、1978年）- 抄訳
- 黒川洋一『杜甫　鑑賞中国の古典17』（角川書店、1987年）- 抄訳
- 黒川洋一編訳『杜甫詩選』（岩波書店、1991年、ワイド版1994年）- 抄訳
- 吉川幸次郎・興膳宏『杜甫詩注』（第Ⅰ期・全10冊、岩波書店、2012-2016年）- 全訳（予定・刊行中）
興膳宏および門下生らが遺稿を含め引き継ぎ改訂を行った新版。第Ⅱ期・全3冊は2024年10月より刊
- 『杜甫全詩訳注』（全4巻、講談社学術文庫、編者代表下定雅弘・松原朗、電子書籍も刊、2016年6月-10月）- 全訳
最新の研究を反映しつつ、全詩〔仇兆鰲版の配列順〕に研究者合同で訳注を施した。
- 川合康三『新釈漢文大系 詩人篇 六・七　杜甫』（明治書院（全12巻）、2019年5月-2023年6月）- 抄訳

### 日本語での杜甫評伝・研究
- 『吉川幸次郎全集 第十二巻 杜甫篇』 筑摩書房、1968年、復刊1998年

杜甫に関する論考集成、長年の杜甫研究を概観できる。補篇は第二十二・二十五・二十六巻に収録
単著判は『杜甫私記』、『杜詩論集』、各・筑摩叢書。小著で『杜甫ノート』新潮文庫、改版1970年
- 目加田誠『杜甫物語　詩と生涯』 社会思想社<現代教養文庫>、1969年
  - 改訂版『著作集7 杜甫の詩と生涯』 龍渓書舎、1984年
- 高木正一『杜甫』 中公新書、1969年
- 福原龍蔵『杜甫　沈痛漂泊の詩聖』 講談社現代新書、1969年
- 郭沫若『李白と杜甫』須田禎一訳、講談社、1972年
- 黒川洋一『中国詩文選15　杜甫』 筑摩書房、1973年
- 田中克己『杜甫伝』 講談社、1976年
- 馮至『杜甫伝　詩と生涯』 橋川時雄訳、筑摩書房<筑摩叢書>、1977年、再版1983年
- 黒川洋一『杜甫の研究』 創文社、1977年（電子書籍で再刊）
- 鈴木修次『杜甫　人と思想』 清水書院、1980年、新装版2014年
- 和田利男『杜甫　生涯と文学』 めるくまーる社、1981年
- 黒川洋一『杜詩とともに』 創文社、1982年。他の論考もある（電子書籍で再刊）
- 森野繁夫『中国の詩人7　杜甫』 集英社、1982年
- 劉開揚『杜甫』 橋本堯訳、中国古典入門叢書：日中出版、1984年、再版1991年
- 高島俊男『李白と杜甫』 講談社学術文庫、1997年。改訂版（旧版は評論社）
- 黒川洋一『杜甫 中国の古典<ビギナーズ・クラシックス>』 福島理子編、角川ソフィア文庫、2005年
- 古川末喜『杜甫農業詩研究 八世紀中国における農事と生活の歌』 知泉書館、2008年
- 興膳宏『杜甫－憂愁の詩人を超えて』 岩波書店「書物誕生 あたらしい古典入門」、2009年
- 宇野直人・聞き手江原正士『杜甫－偉大なる憂鬱』平凡社、2009年
- 後藤秋正『東西南北の人―杜甫の詩と詩語』 研文出版、2011年
- 後藤秋正『杜甫詩話―何れの日か是れ帰年ならん』 研文出版、2012年
- 川合康三『杜甫』 岩波新書、2012年
- 松原朗編『杜甫研究論集　生誕千三百年記念』 研文出版、2013年
- 谷口真由美『杜甫の詩的葛藤と社会意識』 汲古書院、2013年
- 古川末喜『杜甫の詩と生活―現代訓読文で読む』 知泉書館、2014年
- 後藤秋正『花燃えんと欲す―続・杜甫詩話』 研文出版、2014年
- 後藤秋正『「春望」の系譜―続々・杜甫詩話』 研文出版、2017年
- 松原朗編『杜甫と玄宗皇帝の時代』 勉誠出版、2018年
- 長谷部剛『杜甫詩文集の形成に関する文献学的研究』 関西大学出版部、2019年
- 向島成美編『李白と杜甫の事典』 大修館書店、2019年
- 『杜甫研究年報』 日本杜甫学会編、勉誠出版、2018年-[注 4]